# La Rivière-Saint-Sauveur
La Rivière-Saint-Sauveur ist eine französische Gemeinde mit 2.535 Einwohnern (Stand: 1. Januar 2022) im Département Calvados in der Region Normandie. Sie gehört zum Arrondissement Lisieux und zum Kanton Honfleur-Deauville.

## Geografie
La Rivière-Saint-Sauveur liegt etwa fünf Kilometer südöstlich von Le Havre an der Seine-Mündung. Die Gemeinde wird vom Fluss Morelle durchquert. Umgeben wird La Rivière-Saint-Sauveur von den Nachbargemeinden Sandouville auf der gegenüberliegenden Seite der Seine im Norden, Ablon im Osten, Gonneville-sur-Honfleur im Süden und Südwesten sowie Honfleur im Westen.
Durch die Gemeinde führt die Autoroute A29.

## Geschichte
1831 wurde die Gemeinde aus dem Gebiet von Honfleur herausgelöst und eigenständig.

## Bevölkerungsentwicklung
| Jahr                       | 1962 | 1968 | 1975 | 1982 | 1990 | 1999 | 2006 | 2013 | 2019 |
| Einwohner                  | 1307 | 1363 | 1395 | 1151 | 1584 | 1578 | 1719 | 2303 | 2547 |
| Quellen: Cassini und INSEE |      |      |      |      |      |      |      |      |      |

## Sehenswürdigkeiten
- Kirche der Verklärung Christi (Église de la Transfiguration-du-Christ)

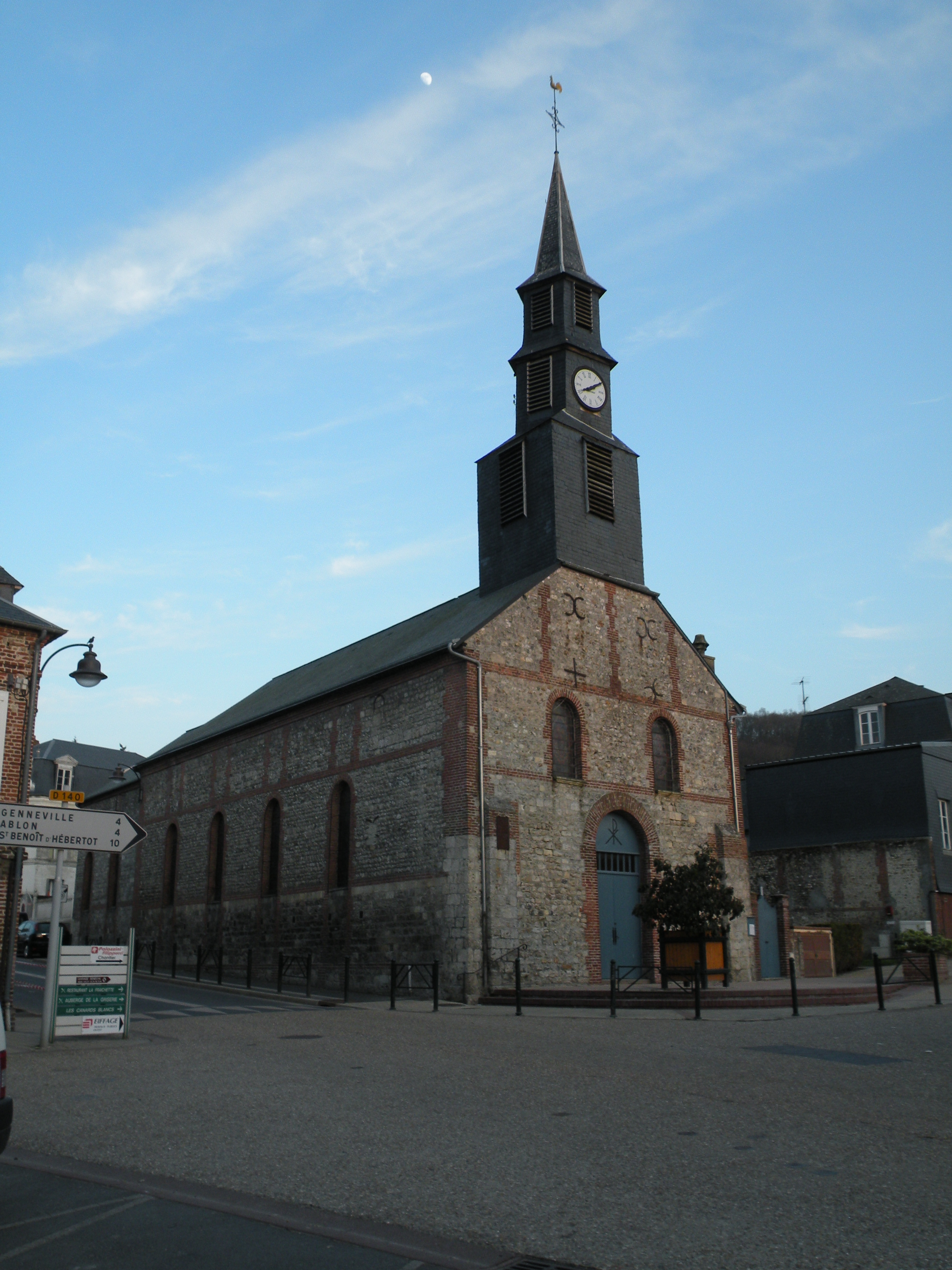
Kirche